# جيروين دي لانج
جيروين دي لانج هو سياسي هولندي، ولد في 7 نوفمبر 1968. نشط حزبياً في حزب العمل. وقد انتخب عضو مجلس نواب هولندا ‏ (25 يناير 2012 – 20 سبتمبر 2012).